# Opelika, Alabama
Opelika är en stad (city) i Lee County, i delstaten Alabama, USA. Enligt United States Census Bureau har staden en folkmängd på 27 092 invånare (2011) och en landarea på 154 km². Opelika är administrativ huvudort (county seat) i Lee County.

## Kända personer från Opelika
- Grayson Capps, musiker
- William Louis Dickinson, politiker
- Robert L. Howard, militär